# Sokolniki (województwo podkarpackie)
Sokolniki – wieś w Polsce, położona w województwie podkarpackim, w powiecie tarnobrzeskim, w gminie Gorzyce.
W latach 1975–1998 miejscowość położona była w województwie tarnobrzeskim.
Miejscowość należy do Parafii Świętej Rodziny w Trześni.

## Części wsi
| SIMC    | Nazwa         | Rodzaj    |
| ------- | ------------- | --------- |
| 0791622 | Górki         | część wsi |
| 0791639 | Murawy        | część wsi |
| 0791645 | Rokicina      | część wsi |
| 0791651 | Saskie Góry   | część wsi |
| 0791668 | Szklana Górka | część wsi |
| 0791674 | Wieska        | część wsi |
| 0791680 | Wychylówka    | część wsi |
| 0791697 | Wytrząska     | część wsi |
| 0791705 | Zastawie      | część wsi |

## Historia
Pierwsza wzmianka w dokumentach na temat miejscowości z terenu obecnej gminy Gorzyce pochodzi z 1191 roku i dotyczy właśnie Sokolnik. Nazwa w brzmieniu "Sucholnici" pojawiła się w tzw. Kodeksie Dyplomatycznym Małopolski, kiedy to arcybiskup gnieźnieński konsekrował kościół św. Marii w Sandomierzu. W wydanym z tej okazji przywileju wyznaczone zostały dobra stanowiące uposażenie tego kościoła, wśród nich znalazły się Sokolniki.
Wykopaliska archeologiczne prowadzone na terenie tej wsi świadczą o tym, że istniała ona dużo wcześniej. Odkryte cmentarzyska pochodzą z czasów kultury łużyckiej. Kolejna wzmianka pochodzi z 1284 roku z dokumentu wydanego przez Leszka Czarnego. W II połowie XV wieku Jan Długosz w Komentarzach o Ziemi Sandomierskiej wspomina o dwunastu kmieciach, karczmie, kościele i folwarku komesa na Tarnowie w "Szokolnykach". Według zapisków lustracji królewszczyzny starostwa sandomierskiego, w miejscowości tej były dwa stawy rybne, z których ryby dostarczano do zamku w Sandomierzu.
W 1443 r. król Władysław Warneńczyk zwolnił łowców wywodzących się z królewskiej wsi Sokolniki od wszelkich danin, w zamian mieli stawiać się przy królu w czasie łowów. O miejscowości Sokolniki można spotkać informacje w dokumentach wydawanych przez króla Kazimierza Jagiellończyka i Zygmunta III Wazę.
W 1586 roku byli w Sokolnikach dwaj hodowcy sokołów dla książąt sandomierskich, najprawdopodobniej właśnie stąd wzięła się nazwa wsi. W 1835 r. właścicielami Sokolnik została rodzina Dolańskich.
Latem 2001 roku prawie wszystkie domostwa zostały zalane w wyniku powodzi, jaka nawiedziła gminę Gorzyce. Wieś została zalana wodami Wisły, która przerwała wał przeciwpowodziowy w Zalesiu Gorzyckim, około ośmiu kilometrów w linii prostej od pierwszych zabudowań w Sokolnikach. Pod wodą znalazły się także trzy inne wsie.
Podczas powodzi 19 maja 2010 pękł wał na Trześniówce w gminie Gorzyce. Przez 500-metrową wyrwę woda zalała między innymi Sokolniki. Rozmiar klęski przewyższył katastrofę z 2001 roku. Po dwóch tygodniach od powodzi Sokolniki zostają zalane po raz kolejny, tym razem 4 czerwca 2010. Stan wody był niższy o 20 cm niż podczas majowej powodzi, jednak tym razem miejscowość zalały trzy rzeki, Trześniówka od strony Trześni, Wisła od strony Zalesia Gorzyckiego, oraz Łęg od strony Orlisk Sokolnickich

### Kalendarium
- 1880 – Powstaje Ochotnicza Straż Pożarna
- 1910/11 – Powstaje Kółko Rolnicze z Kasą Stefczyka
- 1932/33 – Zawiązuje się Koło Gospodyń Wiejskich
- 1937 – We wsi pojawił się pierwszy radioodbiornik
- 1957 – Powstał komitet elektryfikacji wsi, prace ukończono w grudniu 1958 r.
- 1958 – Koło Gospodyń Wiejskich sprowadziło pierwszą pralkę elektryczną
- 1962 – Rozpoczęto budowę remizy strażackiej
- 1966 – Utworzono Ludowy Zespół Sportowy obecnie LKS Sokół Sokolniki
- 1985 – Otwarcie Domu Kultury i Wiejskiego Ośrodka Zdrowia
- 1988 – Gazyfikacja wsi, gazociąg długości 25,5 km
- 2001 – Kilkaset domostw zostaje zalanych wskutek powodzi, jaka nawiedziła gminę Gorzyce
- 2008 – Wieś została podłączona pod sieć kanalizacyjną
- 2010 – Powódź po raz drugi zalewa wieś i znaczną część gminy Gorzyce

## Słynni mieszkańcy
- Leszek Bebło – polski lekkoatleta – maratończyk, dwukrotny olimpijczyk: z Barcelony (1992 rok) i Atlanty (1996 rok).
- Antoni Jastrzębski – cichociemny.
- Zbigniew Rękas – były starosta powiatu tarnobrzeskiego.
- Henryk Karol Rewakowicz (1837-1907) – galicyjski działacz ludowy, polityk, dziennikarz, uczestnik powstania styczniowego. Jeden z założycieli SL
- Stanislaw Rynduch – patriota, bojownik o demokratyczną Europę, dożywotni członek Polskiego Związku Esperantystów od 1960 r., założyciel politycznej esperanckiej organizacji w Polsce EDE-PL (Europo-Demokratio-Esperanto).